# Silvia Mezzanotte
Silvia Mezzanotte (née à Bologne le 22 avril 1967), est une chanteuse italienne. 

## Biographie
Silvia Mezzanotte a fait ses débuts au Festival de Sanremo en 1990 avec la chanson Sarai grande, atteignant la 4e place dans la section  Nuove Proposte puis a continué à travailler avec des artistes comme Francesco De Gregori, Mia Martini et Laura Pausini . 

### Premier passage avec Matia Bazar
En 1999, elle  remplace Laura Valente comme chanteuse principale du groupe Matia Bazar et participe avec eux à trois éditions  du Festival de Sanremo : en 2000 (avec Brivido caldo, atteignant la 8e place), en 2001 (avec Questa nostra grande storia d'amore, classée n° 3) et 2002, remportant le concours avec Messaggio d'amore, avant de se lancer dans une tournée mondiale de deux ans.

### Carrière solo
En 2004, Mezzanotte quitte le groupe pour poursuivre une carrière solo, aboutissant à deux albums: Il viaggio (2006) et Lunatica (2008).

### De nouveau avec Matia Bazar
En septembre 2010, Silvia Mezzanotte  réintègre Matia Bazar. Peu après l'annonce sort le nouveau single du groupe, Gli occhi caldi di Sylvie,. 
En 2012, Matia Bazar participe à nouveau  au Sanremo Music Festival, mais leur chanson Sei tu n'est pas retenue  pour la finale. 
En août 2015, au milieu de la tournée du groupe pour leur 40e anniversaire le batteur et membre fondateur Giancarlo Golzi meurt  d'une crise cardiaque. Après une courte pause, Silvia Mezzanotte quitte à nouveau le groupe en février 2016.
À l'automne 2016, elle  participe et remporté le Tale e Quale Show (la version italienne de Sing Your Face Off ), imitant plusieurs chanteurs célèbres comme Adele, Laura Pausini, Dalida, Mina. 
En 2017, elle annonce la sortie de son nouvel album 5.0et en 2019 sort son quatrième album solo Aspetta un attimo . 
Depuis 2015, Mezzanotte enseigne le chant dans son école, The Vocal Academy, à Mazara del Vallo.

## Discographie

### Avec Matia Bazar
- Brivido caldo (2000)
- Dolce canto (2001)
- Messaggi dal vivo (2002)
- Conseguenza logica (2011)
- Matia Bazar 40th anniversary celebration (2015)

### Solo
- Il viaggio (2006)
- Lunatica (2008)
- 5.0 (2017)
- Aspetta un attimo (2019)

## Remarques
1. 1 2 3 4  (it) Mauro Abbate, « Silvia Mezzanotte: le curiosità sull'ex cantante dei Matia Bazar », sur Notizie Musica, 24 mai 2019 (consulté le 5 février 2020).
2. ↑  (it) « Sanremo: vincono i Matia Bazar », 10 mars 2002
3. ↑  (it) « Tornare con Matia Bazar naturale », sur Agi.it, 20 septembre 2010
4. ↑  « Musica:'Gli occhi caldi di Sylvie', in radio il singolo dei Matia Bazar », sur adnkronos.com, 21 octobre 2010.
5. 1 2  (it) « Silvia Mezzanotte, a 50 anni presenta il nuovo album: 5.0 », sur thesocialpost.it, 14 juin 2017.
6. ↑  (it) « The Vocal Academy, Silvia Mezzanotte: Trapani diventerà il centro della voce », sur TP24.it, 21 janvier 2016 (consulté le 5 février 2020).